# 1984年ロサンゼルスオリンピックの競泳競技
1984年ロサンゼルスオリンピックの競泳競技（1984ねんロサンゼルスオリンピックのきょうえいきょうぎ）は、1984年7月29日から8月4日までの競技日程で実施された。

## 概要
男女の200m個人メドレーと男子4x100mリレーが3大会ぶりに実施され、男子は15種目、女子は14種目で争われた。

## 競技結果

### 男子
| 種目                   | 金                                                                                             | 金         | 銀                                                                                                 | 銀         | 銅                                                                                         | 銅         |
| ---------------------- | ---------------------------------------------------------------------------------------------- | ---------- | -------------------------------------------------------------------------------------------------- | ---------- | ------------------------------------------------------------------------------------------ | ---------- |
| 100m自由形             | ロウディ・ゲインズ アメリカ合衆国 (USA)                                                        | 49秒80     | マーク・ストックウェル オーストラリア (AUS)                                                        | 50秒24     | ペル・ヨハンソン スウェーデン (SWE)                                                        | 50秒31     |
| 200m自由形             | ミヒャエル・グロス 西ドイツ (FRG)                                                              | 1分47秒44  | マイケル・ヒース アメリカ合衆国 (USA)                                                              | 1分49秒10  | トーマス・ファーナー 西ドイツ (FRG)                                                        | 1分49秒69  |
| 400m自由形             | ジョージ・ディカーロ アメリカ合衆国 (USA)                                                      | 3分51秒23  | ジョン・マイカネン アメリカ合衆国 (USA)                                                            | 3分51秒49  | ジャスティン・レンベルク オーストラリア (AUS)                                              | 3分51秒79  |
| 1500m自由形            | マイク・オブライエン アメリカ合衆国 (USA)                                                      | 15分05秒20 | ジョージ・ディカーロ アメリカ合衆国 (USA)                                                          | 15分10秒59 | シュテファン・ファイファー 西ドイツ (FRG)                                                  | 15分12秒11 |
| 100m背泳ぎ             | リック・キャリー アメリカ合衆国 (USA)                                                          | 55秒79     | デイブ・ウィルソン アメリカ合衆国 (USA)                                                            | 56秒35     | マイク・ウェスト カナダ (CAN)                                                              | 56秒49     |
| 200m背泳ぎ             | リック・キャリー アメリカ合衆国 (USA)                                                          | 2分00秒23  | フレデリック・デルクール フランス (FRA)                                                            | 2分01秒75  | キャメロン・ヘニング カナダ (CAN)                                                          | 2分02秒37  |
| 100m平泳ぎ             | スティーブ・ルンドクイスト アメリカ合衆国 (USA)                                                | 1分01秒65  | ビクター・デービス カナダ (CAN)                                                                    | 1分01秒99  | ピーター・エバンス オーストラリア (AUS)                                                    | 1分02秒97  |
| 200m平泳ぎ             | ビクター・デービス カナダ (CAN)                                                                | 2分14秒34  | グレン・ベリンゲン オーストラリア (AUS)                                                            | 2分15秒79  | エティエンヌ・ダゴン スイス (SUI)                                                          | 2分17秒41  |
| 100mバタフライ         | ミヒャエル・グロス 西ドイツ (FRG)                                                              | 53秒08     | パブロ・モラレス アメリカ合衆国 (USA)                                                              | 53秒23     | グレン・ブキャナン オーストラリア (AUS)                                                    | 53秒85     |
| 200mバタフライ         | ジョン・シーベン オーストラリア (AUS)                                                          | 1分57秒04  | ミヒャエル・グロス 西ドイツ (FRG)                                                                  | 1分57秒40  | ラファエル・ビダル ベネズエラ (VEN)                                                        | 1分57秒51  |
| 200m個人メドレー       | アレックス・バウマン カナダ (CAN)                                                              | 2分01秒42  | パブロ・モラレス アメリカ合衆国 (USA)                                                              | 2分03秒05  | ニール・コクラン イギリス (GBR)                                                            | 2分04秒38  |
| 400m個人メドレー       | アレックス・バウマン カナダ (CAN)                                                              | 4分17秒41  | リカルド・プラド ブラジル (BRA)                                                                    | 4分18秒45  | ロブ・ウッドハウス オーストラリア (AUS)                                                    | 4分20秒50  |
| 4 x 100m自由形リレー   | アメリカ合衆国 クリス・キャバノー マイケル・ヒース マット・ビオンディ ロウディ・ゲインズ       | 3分19秒03  | オーストラリア グレッグ・ファサラ ニール・ブルックス マイケル・デラニー マーク・ストックウェル     | 3分19秒68  | スウェーデン トーマス・レイドストローム ベングト・バロン ミーケル・オルン ペル・ヨハンソン | 3分22秒69  |
| 4 x 200m自由形リレー   | アメリカ合衆国 マイケル・ヒース デビッド・ラーソン ジェフリー・フロート ブルース・ヘイズ       | 7分15秒69  | 西ドイツ トーマス・ファーナー ダーク・コルトハルス アレクサンドル・シュウォトカ ミヒャエル・グロス | 7分15秒73  | イギリス ニール・コクラン ポール・イースター ポール・ハウ アンドリュー・アストバリー       | 7分24秒78  |
| 4 x 100mメドレーリレー | アメリカ合衆国 リック・キャリー スティーブ・ルンドクイスト パブロ・モラレス ロウディ・ゲインズ | 3分39秒30  | カナダ マイク・ウェスト ビクター・デービス トム・ポンティング サンディー・ゴス                     | 3分43秒23  | オーストラリア マーク・ケリー ピーター・エバンズ グレン・ブキャナン マーク・ストックウェル | 3分43秒25  |

### 女子
| 種目                   | 金 | 金        | 銀                                                                                                   | 銀        | 銅                                                                                       | 銅        |
| ---------------------- | --- | --------- | --- | --------- | ---------------------------------------------------------------------------------------- | --------- |
| 100m自由形             | キャリー・スタインサイファー アメリカ合衆国 (USA)                                                        | 55秒92    | なし                                                                                                 |           | アンネマリー・フェルスタッペン オランダ (NED)                                            | 56秒08    |
| 100m自由形             | ナンシー・ホグスヘッド アメリカ合衆国 (USA)                                                              | 55秒92    | なし                                                                                                 |           | アンネマリー・フェルスタッペン オランダ (NED)                                            | 56秒08    |
| 200m自由形             | メアリー・ウェイト アメリカ合衆国 (USA)                                                                  | 1分59秒23 | シンシア・ウッドヘッド アメリカ合衆国 (USA)                                                          | 1分59秒50 | アンネマリー・フェルスタッペン オランダ (NED)                                            | 1分59秒69 |
| 400m自由形             | ティファニー・コーエン アメリカ合衆国 (USA)                                                              | 4分07秒10 | サラ・ハードキャッスル イギリス (GBR)                                                                | 4分10秒29 | ジューン・クロフト イギリス (GBR)                                                        | 4分11秒49 |
| 800m自由形             | ティファニー・コーエン アメリカ合衆国 (USA)                                                              | 8分24秒95 | ミシェル・リチャードソン アメリカ合衆国 (USA)                                                        | 8分30秒73 | サラ・ハードキャッスル イギリス (GBR)                                                    | 8分32秒60 |
| 100m背泳ぎ             | テレサ・アンドリュース アメリカ合衆国 (USA)                                                              | 1分02秒55 | ベッツィ・ミッチェル アメリカ合衆国 (USA)                                                            | 1分02秒63 | ヨランダ・デ・ローファー オランダ (NED)                                                  | 1分02秒91 |
| 200m背泳ぎ             | ヨランダ・デ・ローファー オランダ (NED)                                                                  | 2分12秒38 | エイミー・ホワイト アメリカ合衆国 (USA)                                                              | 2分13秒04 | アネタ・パトラスキウ ルーマニア (ROM)                                                    | 2分13秒29 |
| 100m平泳ぎ             | ペトラ・ファン・スタフェレン オランダ (NED)                                                              | 1分09秒88 | アン・オッテンブライト カナダ (CAN)                                                                  | 1分10秒69 | カトリーヌ・ポアロ フランス (FRA)                                                        | 1分10秒70 |
| 200m平泳ぎ             | アン・オッテンブライト カナダ (CAN)                                                                      | 2分30秒38 | スーザン・ラップ アメリカ合衆国 (USA)                                                                | 2分31秒15 | イングリッド・ランペラー ベルギー (BEL)                                                  | 2分31秒40 |
| 100mバタフライ         | メアリー・マーハー アメリカ合衆国 (USA)                                                                  | 59秒26    | ジェナ・ジョンソン アメリカ合衆国 (USA)                                                              | 1分00秒19 | カリン・ザイク 西ドイツ (FRG)                                                            | 1分01秒36 |
| 200mバタフライ         | メアリー・マーハー アメリカ合衆国 (USA)                                                                  | 2分06秒90 | カレン・フィリップス オーストラリア (AUS)                                                            | 2分10秒56 | イナ・バイエルマン 西ドイツ (FRG)                                                        | 2分11秒91 |
| 200m個人メドレー       | トレーシー・コールキンズ アメリカ合衆国 (USA)                                                            | 2分12秒64 | ナンシー・ホグスヘッド アメリカ合衆国 (USA)                                                          | 2分15秒17 | ミシェル・ピアソン オーストラリア (AUS)                                                  | 2分15秒92 |
| 400m個人メドレー       | トレーシー・コールキンズ アメリカ合衆国 (USA)                                                            | 4分39秒24 | スザンヌ・ランデルス オーストラリア (AUS)                                                            | 4分48秒30 | ペトラ・ツィンドラー 西ドイツ (FRG)                                                      | 4分48秒57 |
| 4 x 100m自由形リレー   | アメリカ合衆国 ジェナ・ジョンソン キャリー・スタインサイファー ダラ・トーレス ナンシー・ホグスヘッド     | 3分43秒43 | オランダ アンネマリー・フェルスタッペン デシ・レイエルス エレス・フォスケス コニー・ファンベントゥム | 3分44秒40 | 西ドイツ イリス・チェーペ スザンヌ・シュスター クリスティアーネ・ピールケ カリン・ザイク | 3分45秒56 |
| 4 x 100mメドレーリレー | アメリカ合衆国 テレサ・アンドリュース トレーシー・コールキンズ メアリー・マーハー ナンシー・ホグスヘッド | 4分08秒34 | 西ドイツ スベンヤ・シュリヒト ユトゥ・ハッセ イナ・バイエルマン カリン・ザイク                       | 4分11秒97 | カナダ レーマ・アブド アン・オッテンブライト ミシェル・マクファーソン パメラ・レイ       | 4分12秒98 |

## 各国メダル数
| 順 | 国・地域             | 金 | 銀 | 銅 | 計 |
| -- | -------------------- | -- | -- | -- | -- |
| 1  | アメリカ合衆国 (USA) | 21 | 13 | 0  | 34 |
| 2  | カナダ (CAN)         | 4  | 3  | 3  | 10 |
| 3  | 西ドイツ (FRG)       | 2  | 3  | 6  | 11 |
| 4  | オランダ (NED)       | 2  | 1  | 3  | 6  |
| 5  | オーストラリア (AUS) | 1  | 5  | 6  | 12 |
| 6  | イギリス (GBR)       | 0  | 1  | 4  | 5  |
| 7  | フランス (FRA)       | 0  | 1  | 1  | 2  |
| 8  | ブラジル (BRA)       | 0  | 1  | 0  | 1  |
| 9  | スウェーデン (SWE)   | 0  | 0  | 2  | 2  |
| 10 | ベルギー (BEL)       | 0  | 0  | 1  | 1  |
| 10 | ルーマニア (ROM)     | 0  | 0  | 1  | 1  |
| 10 | スイス (SUI)         | 0  | 0  | 1  | 1  |
| 10 | ベネズエラ (VEN)     | 0  | 0  | 1  | 1  |